# Śmigus-dyngus

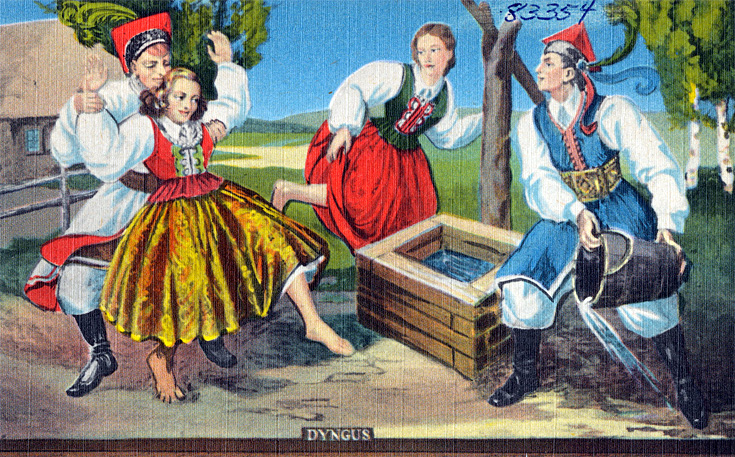
Tạt nước một cô gái Ba Lan vào ngày śmigus-dyngus

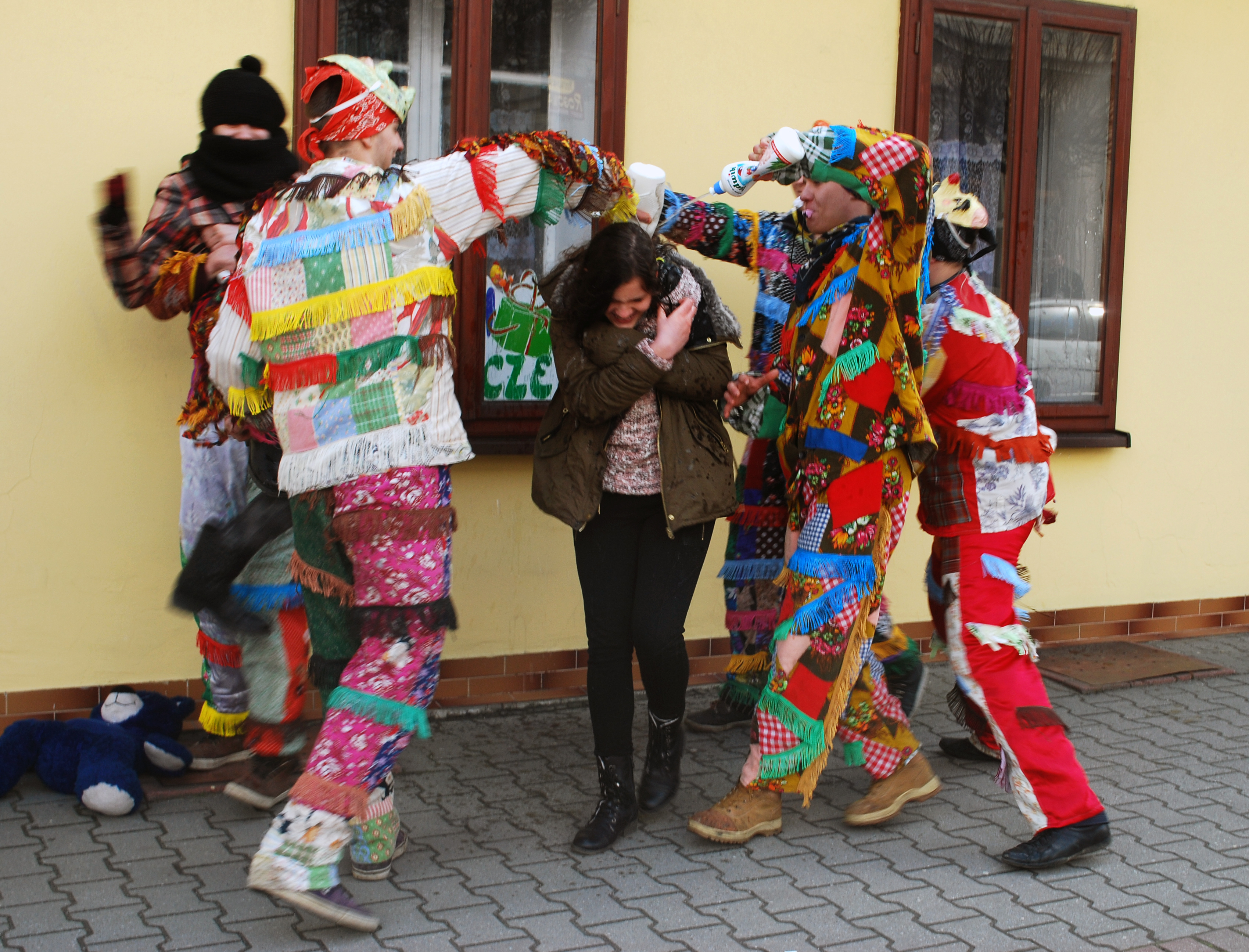
Dyngus ở Wilamowice, nam Ba Lan, những nam nhân mặc những trang phục thủ công với màu sắc sặc sỡ, đi lang thang trong thị trấn tìm những cô gái để tạt nước

Śmigus-dyngus (phát âm tiếng Ba Lan: [ˈɕmigus ˈdɨnɡus]; hay lany poniedziałek, nghĩa là "Ngày thứ 2 ướt át" trong tiếng Ba Lan; tiếng Séc: Oblévačka; tiếng Slovak: Oblievačka; tiếng Hungary: Vízbevető; tiếng Ukraina: поливаний понеділок) là một ngày lễ của người Công giáo vào Thứ Hai Phục sinh chủ yếu là ở Ba Lan, nhưng cũng có ở Cộng hòa Czech, Slovakia, Hungary và một số vùng phía tây Ukraine. Lễ này cũng xuất hiện ở các cộng đồng người Ba Lan di cư (diaspora), đặc biệt là ở cộng đồng Người Mỹ gốc Ba Lan, họ gọi là Dyngus Day.
Theo truyền thống, những chàng trai hất nước vào các cô gái và đánh vào mông bằng nhành cây thuộc chi Liễu (cây nụ tầm xuân) vào ngày thứ 2 Phục Sinh, và các cô gái cũng làm tương tự với các chàng trai. Nó cũng có kèm theo một số nghi thức khác, chẳng hạn đọc thơ và tổ chức đám rước từ nhà này qua nhà nọ, ở một số vùng các chàng trai còn mặc trang phục giả gấu hoặc các sinh vật khác. Không chắc về nguồn gốc của lễ này, nhưng nó có thể bắt đầu từ những thời Pagan giáo trước năm 1000 CN; nó được ghi chép sớm nhất là vào thế kỷ thứ 15. Lễ này cũng thấy ở khắp Trung Âu, cũng như ở Hoa Kỳ, nơi một số yếu tố ái quốc kiểu Mỹ đã được thêm vào truyền thống Ba Lan.

## Nguồn gốc và từ nguyên

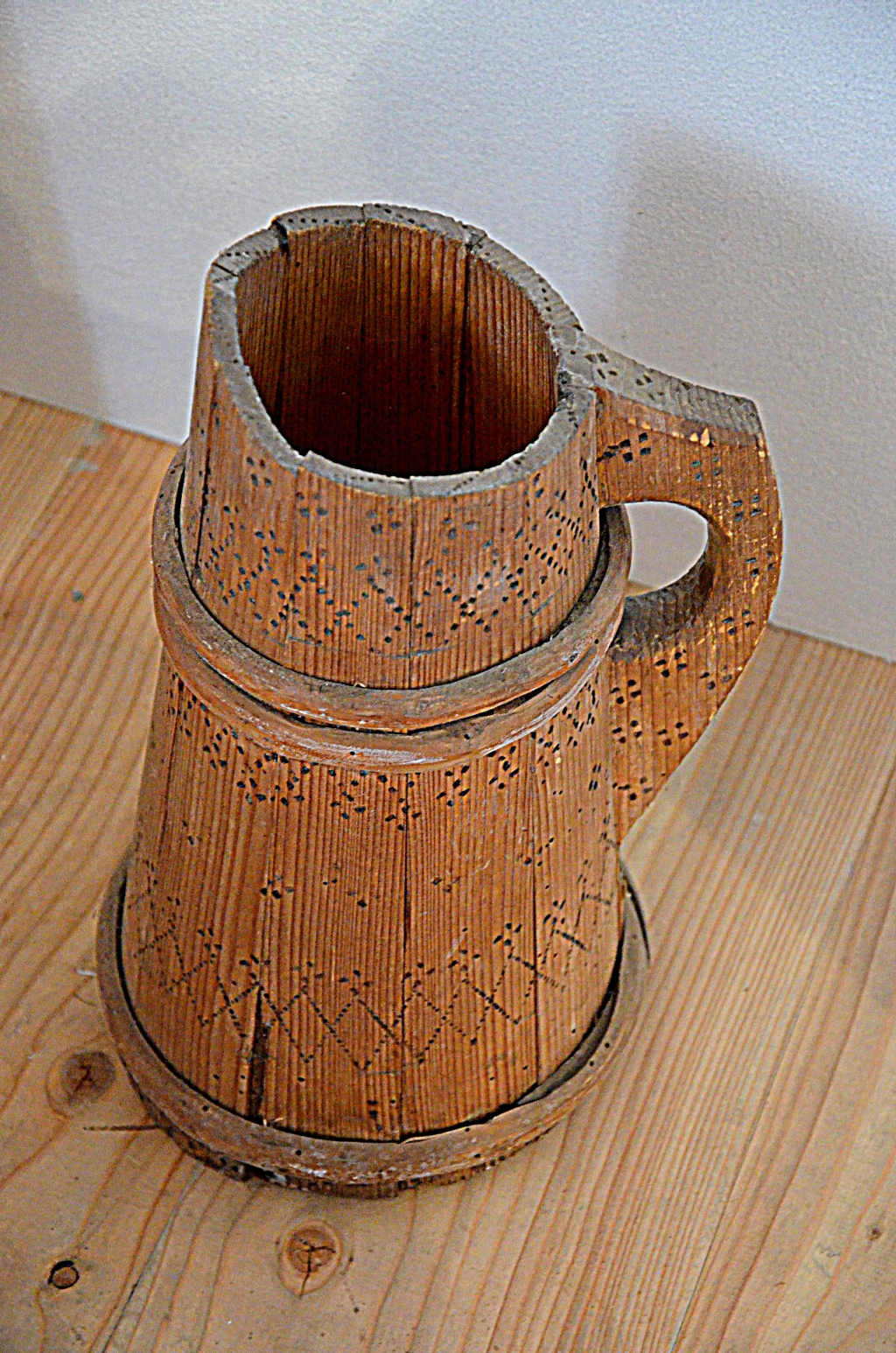
Một chiếc cốc truyền thống được dùng tạt nước

## Ba Lan

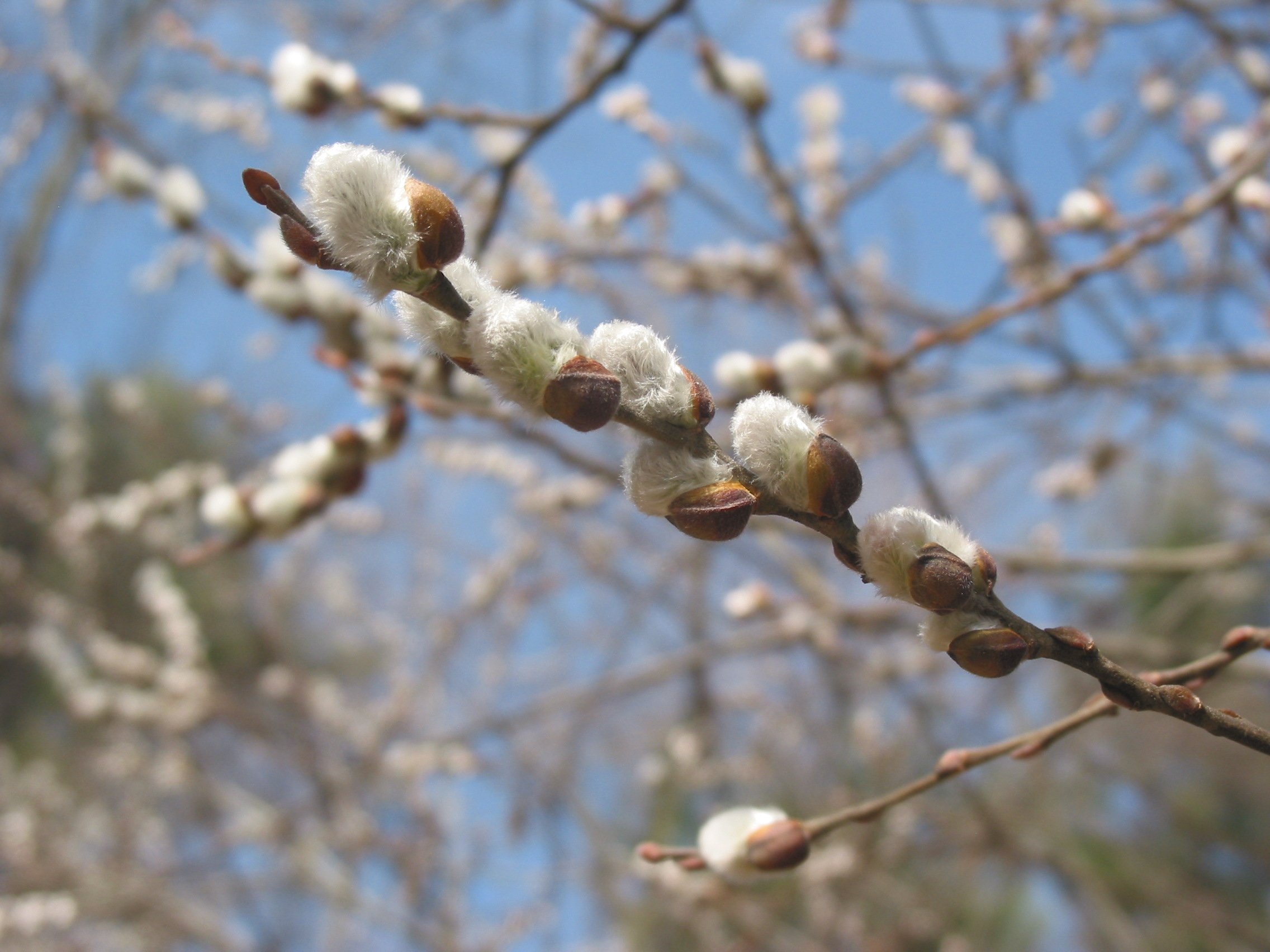
Những cành Nụ tầm xuân được cắt và dùng để đánh đòn

## Hungary

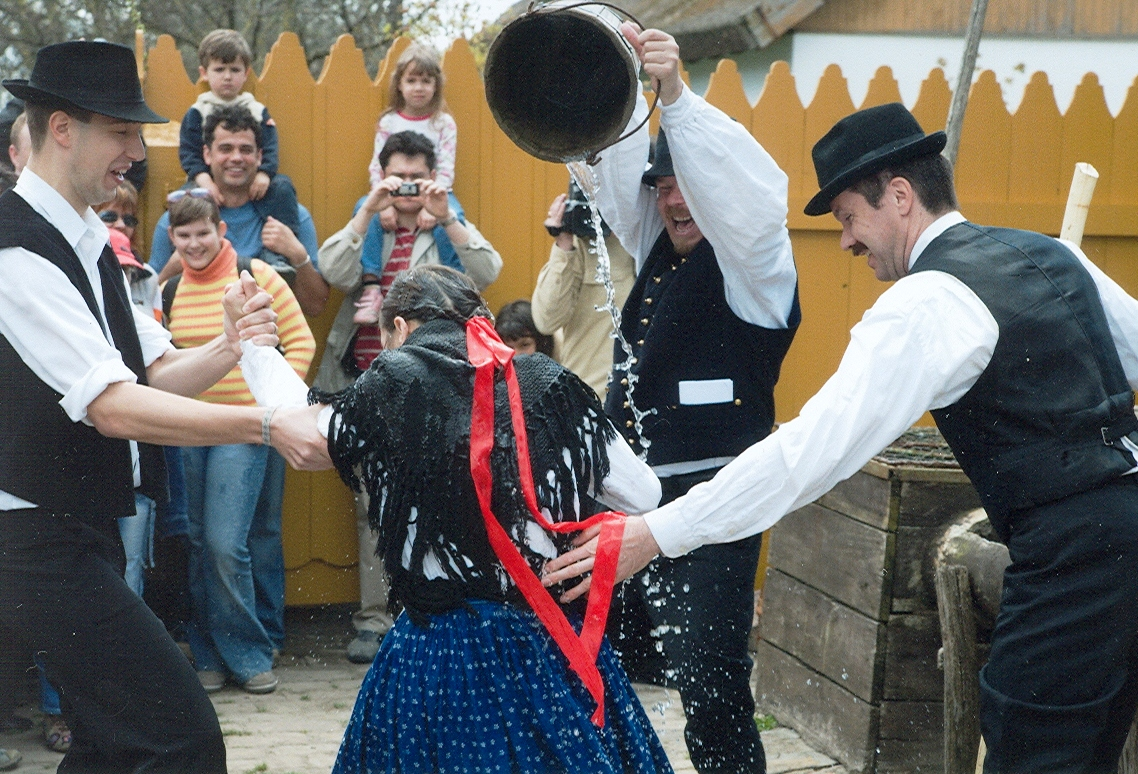
Ngâm mình ở Hungary trong Vízbevető, "Rảy nước ngày Thứ hai"